# Donkere tanglibel
De donkere tanglibel (Onychogomphus assimilis) is een echte libel uit de familie van de rombouten (Gomphidae).
De donkere tanglibel staat op de Rode Lijst van de IUCN als kwetsbaar, beoordelingsjaar 2006, de trend van de populatie is volgens de IUCN dalend. De soort komt voor van zuidwest Turkije tot het westen van Turkmenistan.
De wetenschappelijke naam van de soort werd in 1845 als Gomphus assimilis gepubliceerd door Wilhelm Gottlieb Schneider. De Nederlandstalige naam is ontleend aan Libellen van Europa.